# Obsjtina Dălgopol
Obsjtina Dălgopol (bulgariska: Община Дългопол) är en kommun i Bulgarien.   Den ligger i regionen Oblast Varna, i den östra delen av landet, 300 km öster om huvudstaden Sofia.
Obsjtina Dălgopol delas in i:
- Asparuchovo
- Borjana
- Velitjkovo
- Lopusjna
- Medovets
- Partizani
- Poljatsite
- Rojak
- Sava
- Tsonevo

Följande samhällen finns i Obsjtina Dălgopol:
- Dălgopol